# Vitiser Störung
Die Vitiser Störung ist eine markante geologische Störung im niederösterreichischen Teil der Böhmischen Masse.
Sie beginnt zwischen Schwertberg und Münzbach, durchquert längs der Linie St. Georgen am Walde – Rappottenstein den Weinsberger Wald und verläuft westlich von Zwettl über Vitis und Karlstein nach Südböhmen ins tschechische Jemnice. Nach der etwa 40 km weiter östlich verlaufenden Diendorfer Störung ist sie die bedeutendste Störungslinie der Region.
Entlang dieser Störungslinie kam es zur Ausbildung von Myloniten samt Verschieferung und Zerscherung der angrenzenden Gesteine sowie der Ausbildung von Hartschiefern mit lokalen Verquarzungen.